# پایگاه هوایی آبی نتشکون
پایگاه هوایی آبی نتشکون (به انگلیسی: Natashquan (Lac de l'Avion) Water Aerodrome) یک فرودگاه خصوصی است که یک باند فرود آب دارد. این فرودگاه در کشور کانادا قرار دارد و در ارتفاع ۱۱ متری از سطح دریا واقع شده‌است.